# 용수당

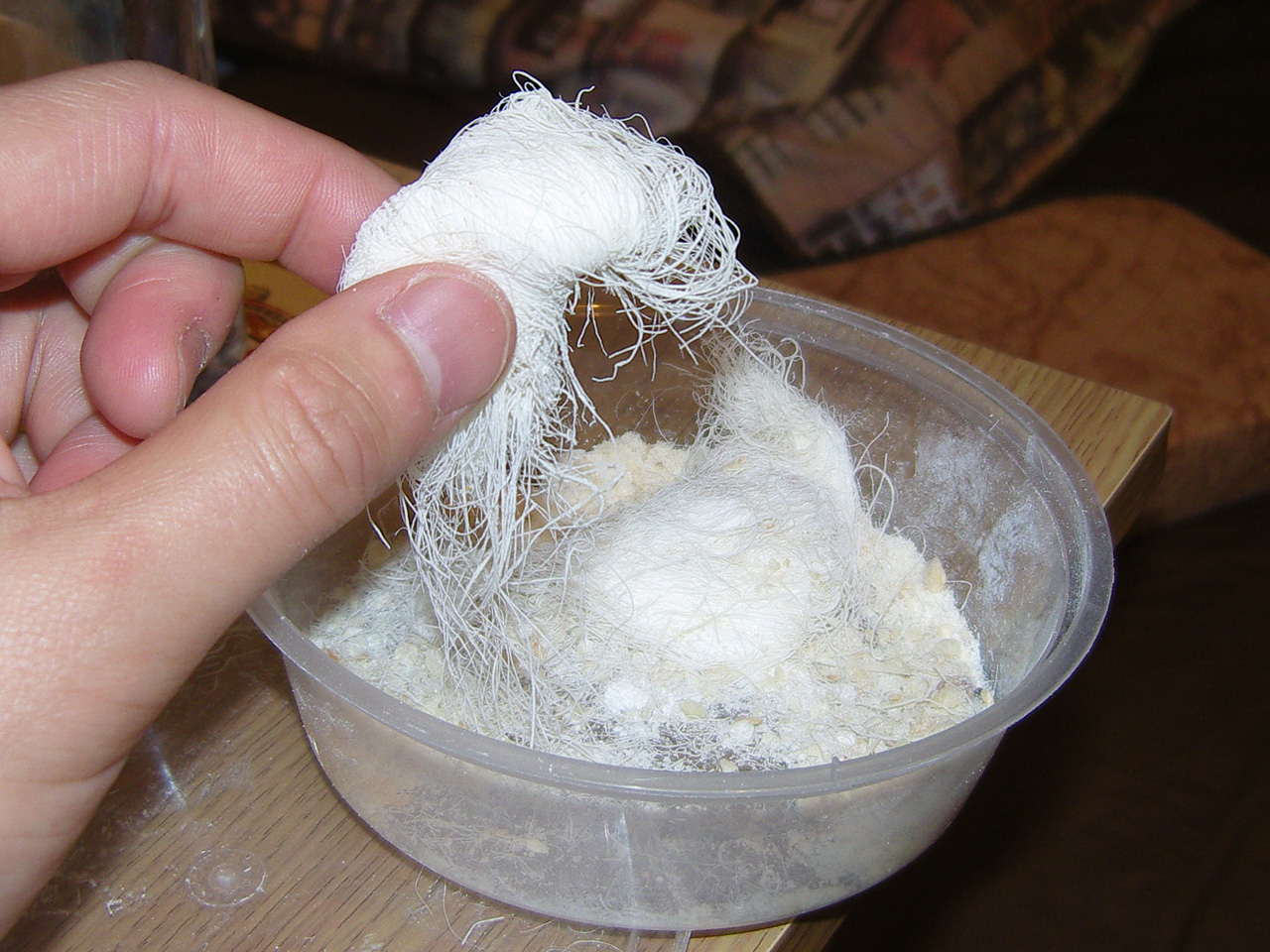

용수당(龍鬚糖)은 솜사탕과 유사한 중국 요리이다.

## 만드는 과정

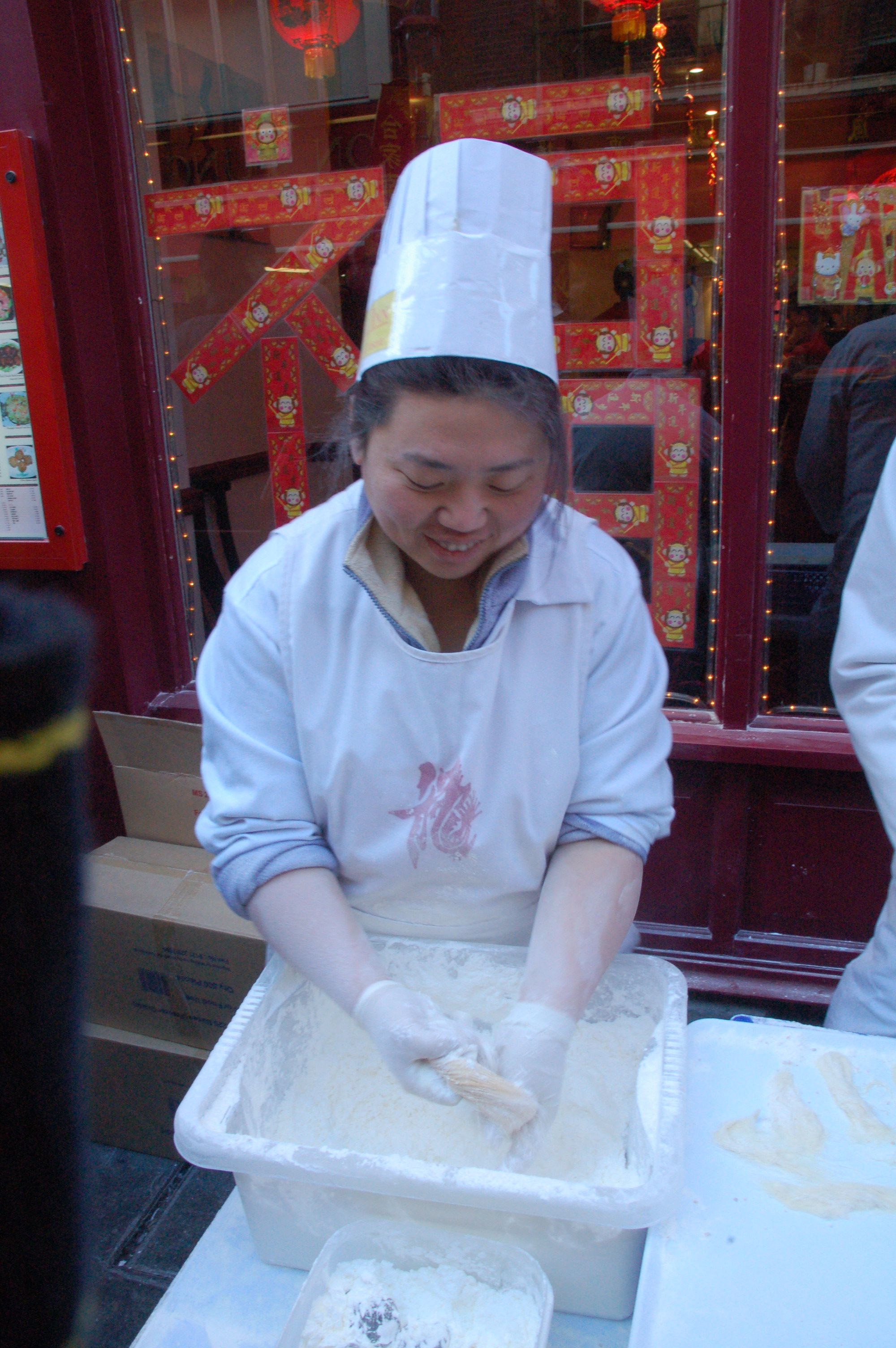
용수당을 만드는 모습.

용수당은 설탕과 맥아당으로 만드는데, 서양에서는 옥수수 시럽을 맥아당 대신 쓰기도 한다. 용수당의 주요 재료는 백설탕 약 75 그램, 땅콩 약 75 그램, 말린 코코넛 75 그램, 참깨 38 그램, 시럽 150 그램, 찹쌀가루 1그릇이다. 시럽이 매우 많이 들어가기 때문에 지방 함량이 높다.
용수당을 준비하기 위해서는 우선 엿당 포화용액을 5분 정도 끓여 걸쭉하게 만든다. 그리고 10분 정도 식혀서 굳힌다. 그러면 유연한 또는 탄력적인 고체물질이 만들어진다. 그 다음 끈적거리는 당과 시럽, 또는 사탕수수 베이스 젤을 설탕반죽 속에 섞는다. 끈적거리는 덩어리가 도넛과 유사한 고리 모양이 되면, 반죽을 당기고 꼬고 문대고 접는다. 이 과정이 반복되면서 여러 개의 가닥이 생겨난다. 반죽을 접을 때는 가닥과 가닥이 들러붙는 것을 방지하기 위해서 찹쌀가루를 뿌려주는 것이 좋다. 이렇게 계속해서 반죽이 굵기가 종이두께 정도이고 길이가 약 4인치 정도 되는 가닥들로 나누어지면 가닥들을 휘감아 둥근 모양을 만든다. 그리고 모양을 만든 것을 시럽 속에 담가서 가닥들이 서로 들러붙어 모양을 유지하게 한다. 마지막으로 이것을 조각조각 잘라 바스라뜨린 땅콩, 참깨, 초콜릿, 코코넛 따위를 속에 넣고 싼다.
완성되고 나서 즉시 섭취하는 것이 권장되나, 적절한 상황에서는 약 6분 정도까지는 신선하게 보존될 수 있다.

## 영양표
용수당 37 그램에 들어있는 영양은 다음과 같다.

| 섭취량      | 섭취량 | Daily value |
| ----------- | ------ | ----------- |
| 칼로리      | 141.2  |             |
| 지방 칼로리 | 54 g   | 38%         |
| 지방        | 6.1 g  | 9%          |
| 포화지방    | 0.8 g  | 4%          |
| 콜레스테롤  | 0.0 g  | 0%          |
| 탄수화물    | 21.1 g | 7%          |
| 식이섬유    | 1.0 g  | 4%          |
| 설탕        | 7.2 g  | 29%         |
| 단백질      | 3.2 g  | 6%          |

## 같이 보기
- 피슈마니예(Pişmaniye)
- 꿀타래